# المحفظة معايا (فلم)
المحفظة معايا فيلم مصري من بطولة عادل إمام ونورا أُنتج في سنة 1978.

## قصة الفيلم
يفشل عطوه قي دراسته فيحترف النشل ويتقابل مع زميل دراسته شكرى الذي يشغل منصب مدير إحدى الشركات ويعده بتوفير عمل له وعندما يماطله يسرق حافظة نقوده ويجد بها مستندات تدين شكرى وشخصيات هامة قي عمليات نصب واختلاسات

## طاقم العمل
عادل إمام
نورا
عمر الحريري
سمير صبرى
سنة الإنتاج :1978
الموسيقى :جمال سلامه
المصور :كمال كريم
المنتاج :رشيده عبد السلام
المخرج :محمد عبد العزيز
المنتج :أفلام جمال التابع
1. 1 2 3 4 5 6 7  مذكور في: ليتربوكسد. معرف فيلم في ليتربوكسد: i-have-the-wallet. الوصول: 13 أغسطس 2023. لغة العمل أو لغة الاسم: الإنجليزية.